# Stephen Spinella
Stephen Nicholas Spinella (Napels, 11 oktober 1956) is een Italiaans/Amerikaans acteur.

## Biografie
Spinella is een zoon van een Amerikaanse vader die werkte als een vliegtuigmonteur voor de United States Navy. Hij is geboren in Napels maar groeide op in Glendale waar hij de high school doorliep aan de Glendale High School. Hierna ging hij studeren aan de Phoenix College in Phoenix en aan de Universiteit van Phoenix. In 1979 verruilde hij Arizona voor New York waar hij verschillende jaren werkte in restaurants terwijl hij acteerde in lokale theaters, het acteren heeft hij geleerd aan de New York University waar hij in 1982 een master of fine arts behaalde.
Spinella maakte in 1993 zijn debuut op Broadway in het toneelstuk Angels in America en speelde hierna nog meerdere rollen op Broadway. Voor zijn rol in Angels in America heeft hij tweemaal een Tony Award gewonnen. 
Spinella begon in 1993 met acteren voor televisie in de film And the Band Played On. Hierna speelde hij nog meerdere rollen in films en televisieseries zoals Virtuosity (1995), The Jackal (1997), Great Expectations (1998), 24 (2006), Milk (2008) en Desperate Housewives (2008-2009). 

## Filmografie

### Films
Uitgezonderd korte films.
- 2019: Bad Education - als Thomas 'Tom' Tuggiero
- 2019: Windows on the World - als Albert
- 2018: Can You Ever Forgive Me? - als Paul
- 2016: The Lennon Report - als dr. Richard Marks
- 2014: The Normal Heart - als Sanford
- 2013: House of Dust – als psychiater
- 2012: Lincoln - als Asa Vintner Litton
- 2010: Rubber – als luitenant Chad
- 2008: Milk – als Rick Stokes
- 2008: Stone & Ed – als conciërge
- 2007: And Then Came Love – als Stuart
- 2004: House of D – als kaartverkoper
- 2003: Our Town – als Simon Stimson
- 2001: Bubble Boy – als Chicken Man
- 2000: Behind the Seams – als Ivan Todd
- 1999: Cradle Will Rock – als Donald O’Hara
- 1999: Ravenous – als Knox
- 1998: The Unknown Cyclist – als Doug Stein
- 1998: Great Expectations – als Carter Macleish
- 1997: What the Deaf Man Heard – als Percy
- 1997: The Jackal – als Douglas
- 1997: David Searching – als zingende jongen
- 1997: Love! Valour! Compassion! – als Perry Sellars
- 1996: Faithful – als jongeman op rolschaatsen
- 1995: Virtuosity – als Lindenmeyer
- 1995: Tarantella – als Frank
- 1993: And the Band Played On – als Brandy Alexander

### Televisieseries
Uitgezonderd eenmalige gastrollen.
- 2020 Almost Family - als ?? - 2 afl.
- 2013 - 2016 Royal Pains - als Russell Berger - 12 afl.
- 2015 The Knick - als A.D. Elkins - 4 afl.
- 2008 – 2009 Desperate Housewives – als dr. Samuel Heller – 4 afl.
- 2006 24 – als Miles Papazian – 10 afl.
- 2002 – 2004 Alias – als mr. Kishell –  afl.
- 2001 – 2002 The Education of Max Bickford – als Rex Pinsker – 10 afl.

## Theaterwerk opBroadway
- 2018 - heden Harry Potter and the Cursed Child, Parts One and Two - als understudy
- 2014 The Velocity of Autumn - als Chris
- 2006 – 2009 Spring Awakening – als de volwassen man
- 2002 – 2003 Our Town – als Simon Stimson
- 2000 James Joyce's The Dead – als Freddy Malins
- 1998 – 1999 Electra – als bediende van Orestes
- 1997 – 1998 A View From the Bridge – als Alfieri
- 1993 – 1994 Angels in America: Perestroika – als Prior Walter
- 1993 – 1994 Angels in America: Millennium Approaches – als Prior Walter

- Bibliothèque nationale de France: cb150362412 (data)
- Gemeinsame Normdatei: 1013658485
- International Standard Name Identifier: 0000 0001 2136 8128
- Library of Congress Control Number: nr98035817
- Nationale Bibliotheek van Israël: 987007345789905171
- Nederlandse Thesaurus van Auteursnamen: 35609605X
- Système universitaire de documentation: 153278765
- Virtual International Authority File: 64288984
- WorldCat: E39PBJk4xThWQYjTfBVtkGhPwC